# أحمد الحجري
أحمد الحجري ولد بتازركة في 16 نوفمبر 1948، رسام تونسي. يعيش حاليا في باريس.

## ترجمته
ينخدر من عائلة متواضعة من بلدة تازركة بالوطن القبلي، هاجر إلى فرنسا عام 1968 حيث اشتغل كعامل مختص، وهو ما مكنه من التعرف على المهندس المعماري والرسام الفرنسي رولان موران (Roland Morand) الذي لاحظ مهارته فشجعه على الرسم. وفي عام 1977 قدم أول معرض له برواق مسينا بباريس، أما بتونس فقد عرض لأول مرة عام 1985 برواق مدينة تونس ثم في السنة الموالية برواق فيليس كايند (Phyllis Kind) بنيويورك وشارك من هناك في العديد من المعارض الشخصية والجماعية ومن بينها: سيول عام 1988، ومعهد العالم العربي بباريس عام 1995...

## معارضه الشخصية
- 1978 : رواق مسينا بباريس
- 1982 :رواق مسينا بباريس
- 1985 :رواق مدينة تونس
- 1986 : رواق فيليس كايند بنيويورك
- 1992 : متحف سيدي بوسعيد
- 1995 : معهد العالم العربي بباريس
- 1997 : رواق فاني قيون لافاي بباريس (Galerie Fanny Guillon-Lafaille, Paris)
- 1998 : معرض الفن المعاصر بداكار والذي ينتظم كل سنتين
- 1999 : مركز الفن المعاصر ببروكسال
- 2004 : رواق دانيال بسيش بباريس (Galerie Danièle Besseiche, Paris)
- 2006 : برواق ركانفاس آرت بسكرة-تونس

## معارض جماعية
- 1988 : أولمبياد الفنون بسيول
- 1992 : المعرض العالمي بأشبيلية
- 1999 : مركز ولونيا ببروكسال (Centre Wallonie, Bruxelles)
- 2002 : معهد العالم العربي بباريس

## في المتاحف
- المركز الوطني للفن والثقافة جورج بومبيدو بباريس

## الجوائز
- 1986 : الجائزة الوطنية الكبرى للرسم -تونس
- 1998 : وسام الاستحقاق الثقافي بتونس
- 2000 : الجائزة الثالثة لمدينة تونس

## وصلة خارجية
- موقع أحمد الحجري بالأنترنت